# National Australia Bank
National Australia Bank (скорочено NAB) — один з найбільших фінансових інститутів та банків Австралії за кількістю залученого капіталу і кількістю клієнтів. NAB займає 17 позицію в списку найбільших банків світу за кількістю залученого капіталу. Активи банку складають 685 мільярдів австралійських доларів станом на 2010 рік, а його обіг у 2008 році склав 15,4 мільярда австралійських доларів.